# 黑客网络
《黑客网络》是一款模拟黑客行为的模拟游戏。

## 游戏界面
游戏模拟了类Unix操作系统，游戏界面的每个主要元素都有自己的窗口。窗口以一种类似于 i3 窗口管理器的方式平铺。窗口有多种平铺配置，带有自己的壁纸和配色方案，随着游戏的进行，这些配置可以作为文件找到。主要的游戏玩法是通过两个大界面、一个图形显示和一个 Unix 终端来完成的。这两个界面对于游戏玩法都是必不可少的，尽管玩家可以将其中一个用作他们的“主”界面。游戏中的电脑与终端一起模拟了一个类Unix文件系统，玩家可以通过它探索电脑，甚至可以通过删除关键的系统文件来破坏电脑。游戏玩法的核心是连接到其他计算机并运行专用程序来破坏计算机的安全性并获得超级用户权限。一般方式是首先运行扫描以查看计算机具有哪些保护，然后运行与扫描显示的内容相匹配的程序。每个程序占用一定数量的内存，玩家必须管理这些内存，因为只有有限数量的内存可供使用。
该游戏特别避免了在到达目标计算机之前在几台中间计算机之间反弹连接的常见比喻。 相反，使用变速倒计时的简化系统来迫使玩家快速行动。 如果倒计时到零，玩家就有最后一次机会通过入侵他们的 ISP 并更改他们的 IP 地址来避免游戏结束。
一旦获得超级用户权限，就需要调查计算机的文件系统。 需要在每台计算机上完成的确切操作因任务而异，但通常可以通过运行特定命令来访问系统上的一个或多个文件来完成。
一些系统具有专门的界面，例如电子邮件系统和数据库。
大多数计算机系统都包含可以读取的文本文件。 大部分文件引用自 bash.org 网站。

## 故事
游戏从用户“Bit”联系玩家开始。消息告诉玩家Bit在死亡时发送了该消息，并要求玩家调查他的死亡。
然后，Bit通过简单的任务开始游戏机制教学。然后Bit会邀请您加入黑客小组Entropy。
在学习完本教程后，游戏会以开放式展开，主要任务是调查Bit的命运。该任务表明Bit参与了某种非法活动。

### Naix
玩家承担的任务之一涉及别名为“Naix”的对手黑客。 他对被调查感到冒犯，并通过入侵他们的系统来攻击玩家。 可以通过在用户计算机上启动 shell 程序并使用陷阱功能停止连接来防御这种攻击。 但是，这不会在游戏中向用户解释。 如果攻击成功，将导致游戏 GUI 消失，虚拟机重新启动，只显示一个最小的控制台界面。 一旦玩家从攻击中恢复了他们的系统，游戏的故事情节就会出现分裂：玩家可以选择向攻击者报仇，并作为奖励进入游戏中的第三个派系，或遵循他们的任务的指导，并声明这种行为是不可接受的，并会在玩家攻击前所在的派系（Entropy）继续任务。

### 甲虫计划
游戏中的一项后期任务称为“甲虫计划”。 虽然玩家可以在加入提供它的黑客组织（CSEC）后立即看到它，但该任务将保持锁定状态，直到绝大多数任务都处理完毕。 该任务要求通过破解心脏起搏器为身患绝症的人提供安乐死。

### 终章
作为游戏的最终故事线，玩家黑入了一家名为“EnTech”的计算机安全软件公司的电脑。当他们这样做时，他们面临着一个安全系统（EnSEC），该系统使计算机对玩家当前可用的工具无懈可击。当玩家设法找到进入受保护系统的替代方法时，他们发现 Bit 参与了公司的一个项目；具体来说，创建一个专门从事计算机黑客攻击的高度先进的操作系统（Hacknet）。据透露，该项目的计划是向世界发布新的操作系统，以引起消费者对保护系统的需求。 
Bit 是一个主要贡献者。随着项目接近尾声，Bit 开始质疑项目的道德性。一位项目所有者要求一位匿名人士“劝阻他”。尽管项目所有者试图阻止谋杀，但由于沟通不畅，最终以 Bit 被暗杀告终。
一旦向玩家揭示了故事的所有事实，玩家就会着手根除 Hacknet 项目的所有副本。此外，在 Bit 本人的要求下，他们关闭了 Bit 制作的工具 Porthack 核心的服务器。完成此最终任务后，Bit 会在游戏制作者滚动之前提供一些最终的配音词。

## 开发
游戏由澳大利亚Team Fractal Alligator工作室唯一的开发人员Matt Trobbiani开发。

## 可下载内容(DLC)
2016年8月30日，游戏发布DLC“ Hacknet Labyrinths”。该DLC定于2016年12月发布，但是，由于开发问题，DLC被推迟到2017年3月31日发布。
该DLC包含新的黑客工具和安全系统，以及 3 到 4 小时的游戏章节。玩家被一个化名为“Kaguya”的黑客招募到一个小型精英黑客团队。 它包括更多秘密、更多 UI 主题和全新的配乐，由合成波艺术家 OGRE 和金属/电子行为“The Algorithm”的创造者Rémi Gallego等艺术家创作。

## 评价
游戏得到了普遍好评。
GameSpot 给这款游戏打了 8/10 分，称赞这款游戏独特的演示拼图设计。

## 游戏扩展
2017年5月，开发者发布了官方扩展支持，名为“Hacknet Extensions”，玩家可以创建自定义故事和游戏活动。这些扩展可以在Steam 创意工坊 （页面存档备份，存于）分享和下载。扩展内容与主游戏是相互独立的，可在主菜单中单独选择。
游戏还有一个专用扩展工具用于实现自定义音乐和主题的功能。